# Putney
Putney es un barrio del municipio londinense de Wandsworth. Se encuentra a unos 8,2 km (5,1 mi) al suroeste de Charing Cross, Londres, Reino Unido, a orillas del río Támesis. Según el censo de 2011 contaba con una población de 77140 habitantes. El barrio fue identificado como una de las 35 principales áreas de la ciudad en el Plan de Londres. Es donde empieza la Regata de remo Oxford-Cambridge.